# Francesco Salata
Francesco Salata (Osor, 1876. szeptember 17. – Róma, 1944. március 10.) olasz történész, szenátor, diplomata és akadémikus.
Salata Osorban, az akkori Ausztria-Magyarországon (ma Horvátország) született. Legismertebb a történelemről szóló könyveiről. 1920-tól 1944-ig olasz szenátor volt.